# Miki Leal
Miki Leal (Sevilla, 1974) es un pintor y artista español de proyección internacional que ha desarrollado su trabajo principalmente en pintura, escultura y cerámica. Ha colaborado con importantes galerías tanto a nivel nacional como internacional y recibido prestigiosos premios y becas. Ha sido uno de los promotores de los proyectos de estudios colectivos de artistas Noestudio y posteriormente Nave Oporto.

## Biografía
Miki Leal nació y creció en Sevilla, estudiando Bellas Artes en la Universidad de Sevilla, aunque actualmente trabaja y reside en Madrid.
Practica una pintura típicamente contemporánea, mezcla de las influencias culturales propias de su generación que se expresa por una puesta en escena aparentemente anárquica y sobresaturada.
En 1999 funda en Sevilla, junto a los artistas visuales Juan del Junco (Jerez de la Frontera, 1972) y Fernando Clemente (Jerez de la Frontera, 1975), el colectivo artístico The Richard Channin Foundation, que estuvo activo hasta el año 2004. En 2019 el Centro Andaluz de Arte Contemporáneo dedicó a The Richard Channin Foundation una exposición retrospectiva que estuvo comisariada por Sema D’Acosta.
En el año 2012, junto con los artistas Jacobo Castellano, Jaime de la Jara, Abraham Lacalle, la comisaria artística María José Solano y el diseñador Esteban Navarro es uno de los fundadores del proyecto madrileño Noestudio. En el año 2013, junto a los artistas FOD, Sonia Navarro e Irma Álvarez-Laviada, entre otros, comienza la andadura de Nave Oporto. La Academia de España en Roma escogió a este grupo de creadores para una exposición colectiva denominada "Tomar la casa".
Ha trabajado con las galerías Fúcares, F2 Galería, Galería Rafael Ortiz, Galería Magda Belloti, Barrera Baldán y El Apartamento, entre otras. Y ha sido requerido por numerosas instituciones públicas y privadas, tanto para exposiciones individuales como colectivas.  
La obra de Miki Leal se encuentra en numerosas e importantes colecciones como el Centro Andaluz de Arte Contemporáneo (CAAC)  de Sevilla , la Colección Caja Madrid, la Colección RED BULL, hangar 7 de Salzburgo (Austria), el Centro de Arte Dos de Mayo de la Comunidad de Madrid. Madrid, la colección del Banco de España, la colección Unicaja, las diputaciones de Cádiz y Málaga, la Junta de Andalucía (Sevilla), el MUSAC de León, el Museo Nacional Centro de Arte Reina Sofía de Madrid o las universidades de Salamanca y Sevilla, entre otras.

## Exposiciones (selección)
- 2006. “¿Viva pintura!”, junto a Curro González, María José Gallardo y los hermanos MP Rosado. Hangart-7. Salzburgo (Austria)[18]
- 2009. “El tiempo que venga. La colección IX”. Artium, Vitoria
- 2012. “Lejos de casa”. Galería Mas Art. Barcelona
- 2014. "Plato combinado". Centro Andaluz de Arte Contemporáneo. Sevilla. [12]
- 2016. ARCO (F2 Galería), Madrid
- 2019 “Cocodrilos en la pista. Estudio para una pieza Camp”. Centro de Arte de Alcobendas.[19]

- 2019 “Mariposas y cocodrilos”. Centro de Arte Contemporáneo de Burgos, CAB. [20]
- 2020. "Gente conocida / Derecho a entrar". Centro de Arte Contemporáneo de Málaga. [21]
- 2021. "Triplex". Junto a Luis Gordillo y Rubén Guerrero. Espacio Santa Clara. Ayuntamiento de Sevilla. [22]
- 2023. "Cara B. Música de Fondo". Fundación Unicaja. Sevilla. [23]

## Premios (selección)
- 2016. Primer Premio. Premio BMW de pintura[4]
- 2014. Premio Bienal Martínez Guerricabeitia. [24]

- 2013. Primer Premio. Bienal de Pintura Rafael Botí [25]
- 2006. Premio Altadis de pintura.
- 2002. Primer Premio. Certamen Nacional de Arte joven (I.A.J.) Málaga
- 1998. Primer Premio para Artistas Jóvenes de la Fundación el Monte. Sevilla